# خانه کریم اقدامی
خانه آقای کریم اقدامی مربوط به دوره معاصر است و در شهرستان فومن، شهرک ماسوله واقع شده و این اثر در تاریخ ۲۵ اسفند ۱۳۸۰ با شمارهٔ ثبت ۵۳۱۸ به‌عنوان یکی از آثار ملی ایران به ثبت رسیده است.